# Ion Țiriac
Ion Țiriac (Brașov, Reino de Rumania; 9 de mayo de 1939) es un antiguo jugador de hockey sobre hielo y tenis rumano. En la actualidad es empresario.

## Biografía
Tras unos inicios exitosos en el hockey sobre hielo participó los Juegos Olímpicos de Invierno de 1964 representando a su país. Más tarde se dedicó al tenis. En este deporte ganó el Roland Garros haciendo pareja con Ilie Năstase y llegó en los setenta varias veces a la final de la copa Davis.
A partir de 1983 fue mánager de varios tenistas de éxito, como Adriano Panatta, Henri Leconte, Guillermo Vilas, Anke Huber, Mary Joe Fernández y Goran Ivanišević. Pero fue Boris Becker, con quien trabajó de 1984 a 1993, el que le dio la fama. A partir de 1998 fue presidente del Comité Olímpico de Rumanía.

## Los negocios de Țiriac

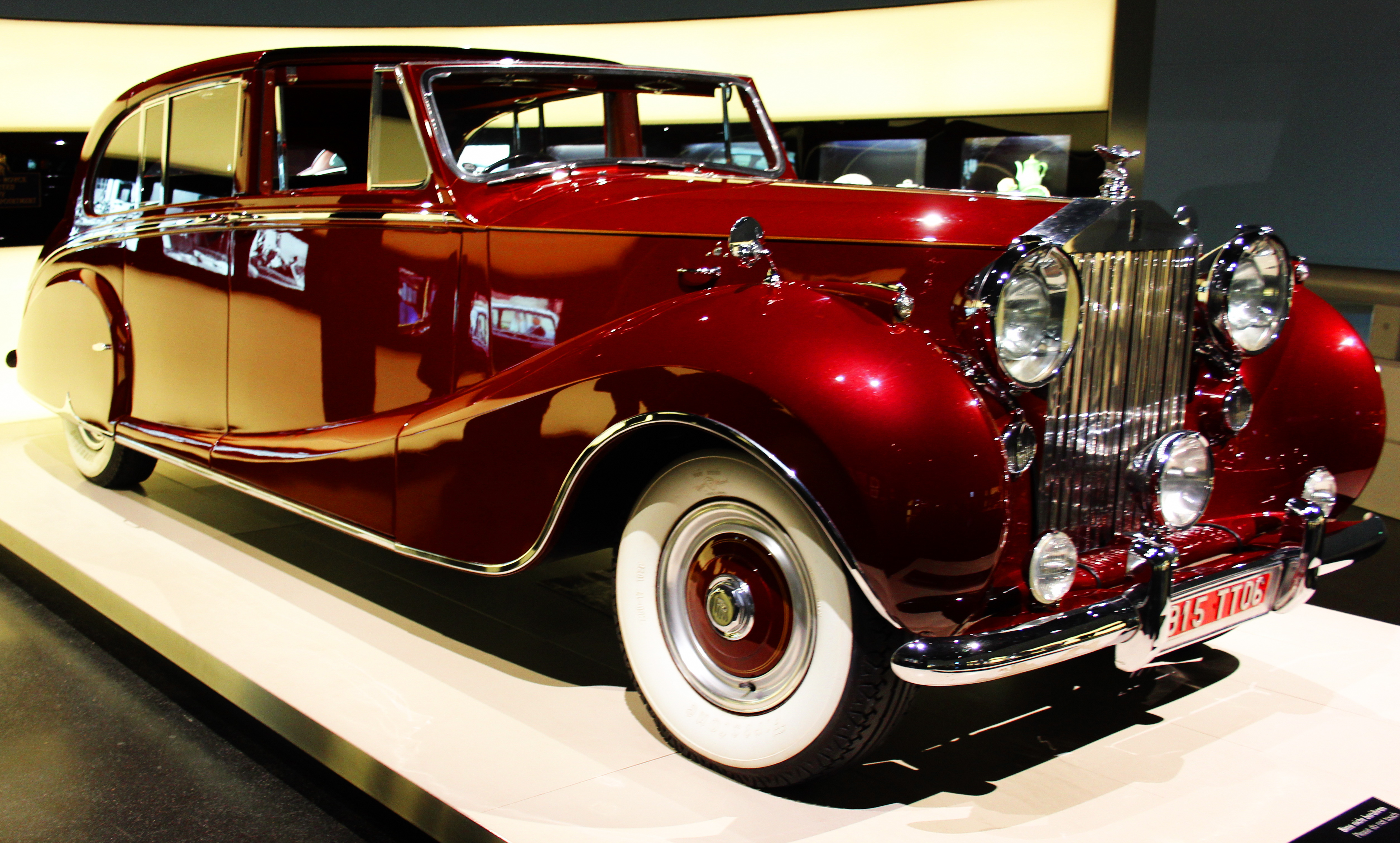
Uno de los dos Rolls-Royce Phantom IV propiedad de Țiriac, que forma parte de su colección de coches.

Las actividades de Țiriac no se limitan a los deportes. De acuerdo con la revista de economía rumana Capital, en 2004 tenía una fortuna que se estimaba en 600-700 millones de dólares estadounidenses. En 2006 se dijo en televisión que su fortuna personal ascendía a más de mil millones de dólares, lo que le convertía en el rumano más rico.
Sus actividades se concentran en el Țiriac Holding, y sus filiales, como Redrum International Investments B.V. in Bernisse/Países Bajos y Vesanio Trading Ltd. en Nicosia/Chipre. El director del Holding era Anca Ioan. En enero de 2009 fue sustituido por Petru Vaduva, antiguo gerente de JP Morgan Chase y Bear Stearns.

### Banca UniCredit Țiriac
En 1990 fundó el Banca Comerciala Ion Țiriac (BCIT), uno de los primeros bancos privados de Rumanía. El BCIT tenía a finales de 2004 50 filiales, alrededor de 1000 empleados y 700.000 y un balance de aproximadamente 620 millones de euros en Rumanía En junio de 2005 Bank Austria AG (BA-CA), filial de HypoVereisbannk adquirió el 50,1 por ciento de la compañía por 248 millones de euros. La Banca UniCredit Țiriac es una de las mayores de Rumanía.

### Torneo Master 1000 ATP de Madrid

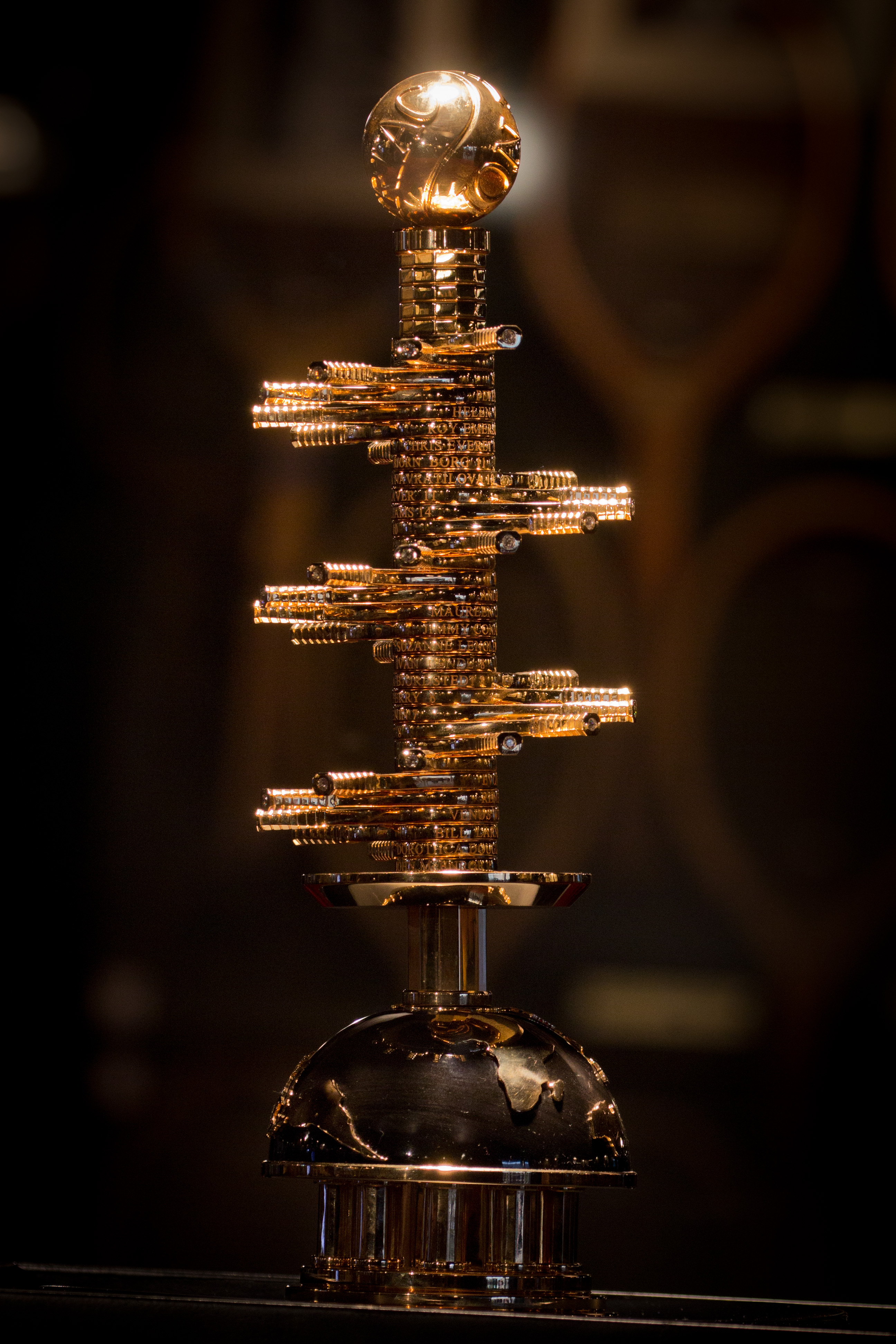
Trofeo "Ion Țiriac" de Madrid.

En 2002, Ion Tiriac compra los derechos de este evento deportivo. La ATP sustituye el Master 1000 de Stuttgart por el de Madrid, y en 2009 lo pasa del mes de octubre (octavo Master 1000 de la temporada) a mayo (quinto Master 1000 del año), cuando se jugaba el Master 1000 de Hamburgo. Algunas de sus decisiones han sido polémicas, como sustituir en alguna edición los niños recogepelotas, normalmente voluntarios, por modelos profesionales. En 2012, la polémica rondó en torno a la superficie azul imitando arcilla, pero de características muy distintas a esta, debido a que resultó mucho más deslizante y de juego más rápido.

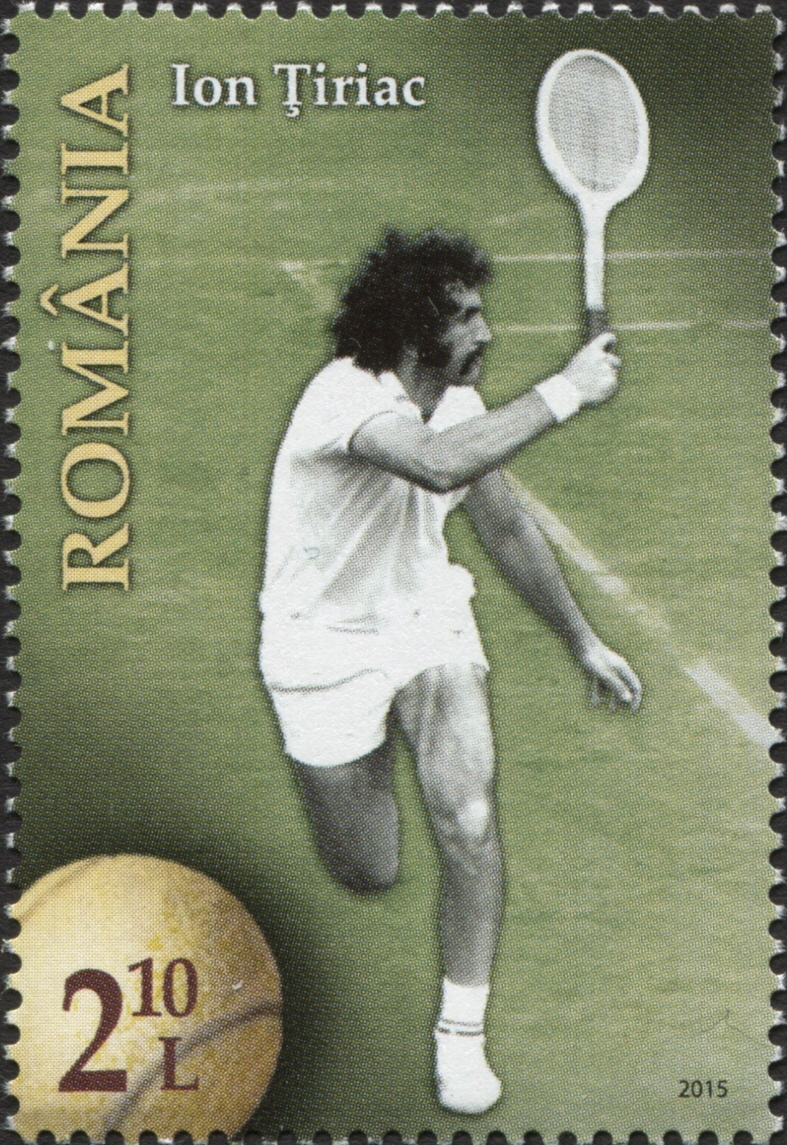
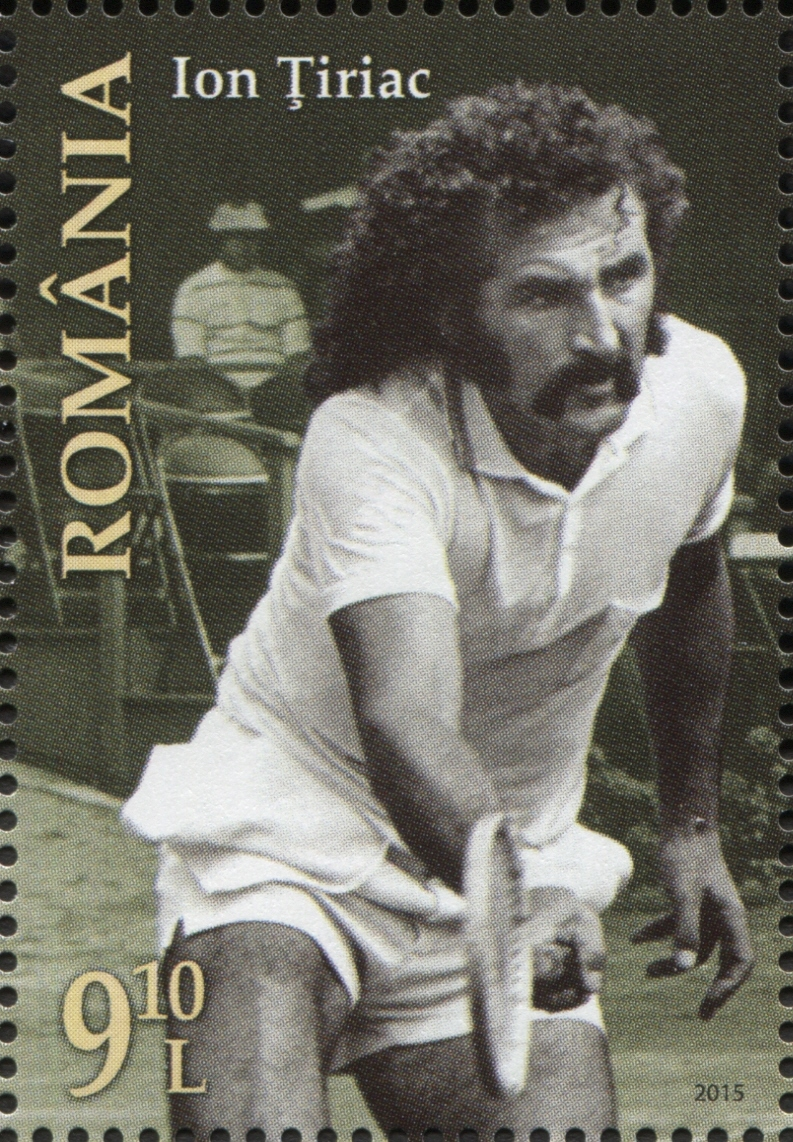
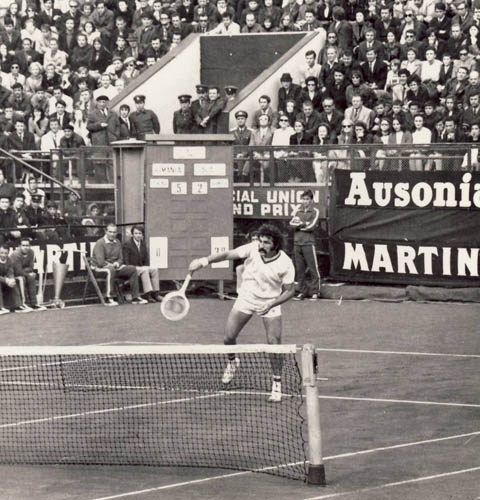

## Libros
- Ion Țiriac y Ilie Năstase (1972). Ar fi fost prea frumos... (en rumano). Editura Stadion. OCLC 8-9542006-5.
- Ion Țiriac (1974). Victorie cu orice preț (en rumano). Editura Stadion. OCLC 8-9-542001-7.

- Datos: Q924245
- Multimedia: Ion Țiriac / Q924245